# Chinnandectes
Chinnandectes is een geslacht van rechtvleugeligen uit de familie sabelsprinkhanen (Tettigoniidae). De wetenschappelijke naam van dit geslacht is voor het eerst geldig gepubliceerd in 1985 door Rentz.

## Soorten
Het geslacht Chinnandectes  is monotypisch en omvat slechts de volgende soort:
- Chinnandectes neenan (Rentz, 1985)